# فابيو بايانو
فابيو بايانو (بالبرتغالية: Fábio Baiano‏) هو لاعب كرة قدم برازيلي في مركز الوسط، ولد في 22 أبريل 1975 في فييرا دي سانتانا في البرازيل. لعب مع أتلتيكو مينيرو وغريميو بورتو أليغرينزي ونادي باهيا ونادي برازيليا ونادي بونتي بريتا ونادي جوفنتودي ونادي سانتوس ونادي ساو كايتانو ونادي فاسكو دا غاما ونادي فلامنغو ونادي كورينثيانز.